# Baronia de Sohr
La Baronia de Sohr és un títol nobiliari espanyol creat el 7 de juliol de 1709 per l'Arxiduc pretendent Carles d'Àustria a favor d'Andrés Jorge de Sohr, baró de l'Alta Silèsia i Gentilhome de Cambra seu.
El Títol va ser rehabilitat en 1911 pel rei Alfons XIII, a favor de José de Prat Buceli, X comte de Berbedel.

## Barons de Sohr
|                                                 | Titular                                         | Període                                         |
| Creació per Arxiduc pretendent Carles d'Àustria | Creació per Arxiduc pretendent Carles d'Àustria | Creació per Arxiduc pretendent Carles d'Àustria |
| ----------------------------------------------- | ----------------------------------------------- | ----------------------------------------------- |
| I                                               | Andrés Jorge de Sohr                            | 1706-                                           |
| Rehabilitació per Alfons XIII                   |                                                 |                                                 |
| II                                              | José de Prat Buceli                             | 1911-1931                                       |
| III                                             | José Antonio de Prat y Dupuy                    | 1931-1953                                       |
| IV                                              | José Antonio de Prat y Gómez-Trenor             | 1955-actual titular                             |

## Història dels Barons de Sohr
- Andrés Jorge de Sohr, I baró de Sohr.

Rehabilitat en 1911 per:
- José de Prat Buceli (1856-1931), II baró de Sohr, X comte de Berbedel.

1. Casat amb Sofía Dassi Puigmoltó. El succeí, del seu fillo José de Prat y Dasi XI comte de Berbedel, XII vescomte de Viota de Arba que s'havia casat amb Antonia Dupuy de Lome y Pons, el fill d'ambdós, per tant el seu net:

- José Antonio de Prat y Dupuy de Lome (1915-1953), III baró de Sohr, XII comte de Berbedel.

1. Casat amb María de la Concepción Gómez-Trenor y Trenor.
2. Casat amb Julia Navarro Valiente. El succeí, del seu primer matrimoni, el seu fill:

- José Antonio de Prat y Gómez-Trenor (n. en 1950), IV baró de Sohr, XIII comte de Berbedel, X baró de l'Almolda, baró d'Antillón.

1. Casat amb Bienvenida Guerrero Ramón.

## Nota
La presumpta hereva és la seva filla Bárbara de Prat y Guerrero XI baronessa de l'Almolda i d'Antillón.